# Potok (powiat opatowski)
Potok – wieś w Polsce położona w województwie świętokrzyskim, w powiecie opatowskim, w gminie Ożarów.
Obecnie, z racji przejmowania gruntów przez nieodległą Cementownię Ożarów, wieś jest w trakcie wysiedlania.
W latach 1975–1998 miejscowość należała administracyjnie do województwa tarnobrzeskiego.